# یون فوسه
یون فوسه (به نروژی: Jon Fosse) (زادهٔ ۲۹ سپتامبر ۱۹۵۹) نمایشنامه‌نویس و داستان‌نویس و شاعر اهل نروژ و برنده جایزه نوبل ادبیات در سال ۲۰۲۳ است.
فوسه از مهم‌ترین نویسندگان نروژ و همچنین از مطرح‌ترین نمایشنامه‌نویسان جهان به‌شمار می‌رود. آثارش ادامه‌دهنده سنت نمایشی است که توسط هنریک ایبسن در قرن نوزدهم در نروژ ایجاد شد.

## زندگی
یون فوسه در سال ۱۹۵۹ در هوگسوند نروژ به دنیا آمد و در استرندبارم بزرگ شد. تجربه تصادفی شدید در هفت سالگی که او را به مرگ نزدیک کرد، به‌طور قابل توجهی بر نوشتن او در بزرگسالی تأثیرگذار بود. فوسه تحصیلات دانشگاهی خود را در دانشگاه برگن و در رشته ادبیات تطبیقی ادامه داد. اولین رمان فوسه به نام «قرمز، سیاه» در سال ۱۹۸۳ منتشر شد و اولین نمایشنامه‌اش با نام «و ما هرگز از هم جدا نمی‌شویم»، در سال ۱۹۹۴ اجرا و منتشر شد. در کارنامه ادبی فوسه علاوه بر رمان و نمایشنامه آثاری در زمینه داستان کوتاه، شعر، کتاب کودکان، و مقاله نیز به چشم می‌خورد.

## آثار
او ابتدا با نوشتن رمانی به نام «قایق‌خانه» در سال ۱۹۸۹ به موفقیت رسید و سپس از سال ۱۹۹۲ با قطعه «کسی می‌آید» به جرگه نمایشنامه‌نویسان پیوست. از آن زمان تا کنون آثار پرشماری از او منتشر شده‌است و به بیش از ۴۰ زبان دنیا از جمله فارسی ترجمه شده‌اند. از جمله این آثار می‌توان به «مجموعه آثار نمایشی»، «زیبا و رؤیای پائیز»، «دخترک روی مبل»، «شب آوازهایش را می‌خواند»، «روز و شب»و «دختری با بارانی زرد» اشاره کرد.